# Konrad Grebel
Conrad vagy Konrad Grebel (Grüningen, Zürich kanton, 1498 – Maienfeld, Graubünden kanton, 1526)  az ún. „Svájci Testvérek” társalapítója, akit az „anabaptisták atyjának” is neveznek.

## Élete
Zürichi, svájci kereskedő fiaként 1498 körül született. Bázelben, Bécsben és Párizsban tanult.
1521-ben csatlakozott Ulrich Zwingli csoportjához, amelynek lelkes támogatója lett. Ebben a csoportban barátkozott össze Felix Manzzal is. 1523-ban azonban 15 másik emberrel elvált Zwinglitől teológiai vita miatt.
A tilalom ellenére a csoportjuk Felix Manz anyjának házában gyűlt össze, ahol 1525. január 21-én elvégezte az anabaptista mozgalom első keresztségét. Általában ezt a dátumot tekintik az anabaptizmus indulása dátumának.
Svájci városokban folytatott evangelizálást, és miután sok anabaptistát letartóztattak és időnként meggyilkoltak, őt magát is letartóztatták és  Zürichben börtönbe zárták.
1526 márciusában, hat hónapnyi börtön után az egész csoport megszökött, ő pedig folytatta prédikáló tevékenységét.
Nem sokkal Maienfeldbe érkezése után pestisben halt meg. Halálának pontos idejéről nem tudunk semmit, de ennek 1526 nyarán kellett történnie.